# Lisa Andersen
Lisa Andersen (Nova York, 8 de março de 1969) é uma surfista norte-americana.
Campeã americana na categoria amador em 1987, profissionalizou-se no ano seguinte. Foi quatro vezes consecutivas campeã mundial, de 1994 a 1997.